# Shame on You
«Shame On You (To Keep My Love From Me)» (en español: «Avergüénzate (De quitarme mi amor)») es el primer sencillo del álbum en solitario de la cantante irlandesa Andrea Corr, lanzada el 11 de julio de 2007. Fue escrita por ella misma y producida por Nellee Hooper.

## Información de la canción
Escrita por la propia cantante, Shame On You es un mensaje a los niños que trabajan en la guerra; algo que debemos evitar. La canción hace referencia a los que provocan dicha causa y quienes deberían sentir vergüenza.

## Posicionamiento en listas
| Lista                    | Posición |
| ------------------------ | -------- |
| Spain Hot 100            | 4        |
| Spain Los 40 principales | 20       |
| Irish singles chart      | 43       |
| UK singles chart         | 108      |
| Euro 200                 | 172      |

### Sencillo en CD
El 18 de junio de 2007 se lanzó un CD del sencillo, "Shame on You (to Keep My Love from Me)" que incluyó solo dos canciones.
- «Shame on You (to Keep My Love from Me)» (Radio edit)
- «Shame on You (to Keep My Love from Me)» (Versión del álbum)